# Leroboleng
El 'Leroboleng és un volcà que es troba a l'est de l'illa de Flores, Indonèsia. El cim s'alça fins als 1.095 msnm. La darrera erupció documentada va tenir lloc el juny del 2003.